# Bacarra
Bacarra è una municipalità di quarta classe delle Filippine, situata nella Provincia di Ilocos Norte, nella Regione di Ilocos.
Bacarra è formata da 43 baranggay:
- Bani
- Buyon
- Cabaruan
- Cabulalaan
- Cabusligan
- Cadaratan
- Calioet-Libong
- Casilian
- Corocor
- Duripes
- Ganagan
- Libtong
- Macupit
- Nambaran
- Natba
- Paninaan
- Pasiocan
- Pasngal
- Pipias
- Pulangi
- Pungto
- San Agustin I (Pob.)

- San Agustin II (Pob.)
- San Andres I (Pob.)
- San Andres II (Pob.)
- San Gabriel I (Pob.)
- San Gabriel II (Pob.)
- San Pedro I (Pob.)
- San Pedro II (Pob.)
- San Roque I (Pob.)
- San Roque II (Pob.)
- San Simon I (Pob.)
- San Simon II (Pob.)
- San Vicente (Pob.)
- Sangil
- Santa Filomena I (Pob.)
- Santa Filomena II (Pob.)
- Santa Rita (Pob.)
- Santo Cristo I (Pob.)
- Santo Cristo II (Pob.)
- Tambidao
- Teppang
- Tubburan